# Château de Mauperthuis
Le château de Mauperthuis est un château de la seconde moitié du XVIIIe siècle, aujourd'hui détruit, situé à Mauperthuis en Seine-et-Marne.

## Localisation
Le château était situé dans le département français de la Seine-et-Marne, sur la commune de Mauperthuis.

## Historique

### Origines
La maison de Montesquiou-Fezensac est l'une des familles les plus anciennes de la noblesse française. Elle s'est illustrée au service du pouvoir royal, tire son prestige de ses origines féodales et de ses alliances, même si elle n'est pas affiliée à la dynastie régnante. 
Mauperthuis était, depuis le XVIIe siècle, leur domaine de campagne, dans le voisinage immédiat de la cour. Le domaine s'étend sur le coteau descendant du plateau jusqu'à la petite rivière l'Aubetin, à la sortie sud du village. Il est divisé en trois parties, dont deux principales, séparées par la route conduisant de Coulommiers à Melun. 

### Projets et construction
En 1763, Anne-Pierre de Montesquiou-Fezensac, propriétaire d’un domaine à Mauperthuis, fait appel à Claude-Nicolas Ledoux, pour construire un château et un parc, à peu près en même temps que son beau-frère, Jean Hyacinthe Emmanuel Hocquart de Montfermeil, fait aussi appel à lui pour remanier et agrandir son château de Montfermeil.
Ledoux conçoit le projet et commence les travaux mais est appelé à Paris pour ériger d’autres monuments. Il fit aménager par Hubert Robert et Brongniart un parc à fabriques de 1775 à 1780, comprenant à la fois des fabriques aménagées en parcours initiatique, tirant parti de la coupure de son emprise par la route, et des zones purement d'agrément.
La conception fut confiée initialement à Ledoux, mais Brongniart dirigea les travaux et assura au moins une partie de la conception. La jonction entre ces deux grands architectes rend difficile l'attribution des bâtiments à l'un plutôt qu'à l'autre.
Le château, très vaste, n'était pas moins réputé que son parc, aménagé avec recherche dans un site à la fois rocailleux et accidenté :
Sur un terrain accidenté, Ledoux crée un palais moderne, orné notamment d’un belvédère et d’une grand portique surmonté d’un fronton côté parc. Ce dernier comprend à la fois des zones de pur agrément (plans d’eau, plantations…) et des petites constructions, les «fabriques». D’étape en étape, ces éléments composent un parcours initiatique à vocation maçonnique. Parmi les fabriques érigées dans le parc on compte la Fontaine, le Colombier, mais aussi et surtout une étonnante pyramide dans laquelle on entre, en passant sous un portique soutenu par deux colonnes, dans une grotte de rocaille.
Le château était divisé en appartements à la fois nombreux et spacieux, où les Montesquiou recevaient avec magnificence. La portraitiste Élisabeth Vigée Le Brun et son époux y faisaient de fréquents séjours, peignant le portrait des membres de la famille de Montesquiou. Le comte de Provence y séjourna en 1785, Arthur Young en 1789.
L'entrée dans la cour se situant à un niveau plus élevé que la façade du château, l'accès à celle-ci se faisait en descente par un fer à cheval. 
La façade arrière dominait un miroir d'eau, dont elle était séparée par un niveau d'arcades.
Montesquiou confia aussi à ses architectes. la construction à Mauperthuis d'une église, d'une fontaine, d'une pyramide, d'un moulin, d'une Tour des gardes. Ces édifices existent toujours.
Plusieurs projets de bâtiments annexes au château n'ont pas été réalisés, en particulier une maison des gardes agricoles, devant prendre la forme, d'une étonnante modernité pour l'époque, d'une sphère accessible par quatre ponts ; un pavillon de Clèves, conçu par Brongniart, devait être orné de colonnes et de pilastres, etc.

### Pertes et destruction
En 1793, Anne-Pierre de Montesquiou-Fezensac émigre à Zurich après avoir été accusé par Dubois-Crancé d'avoir compromis la dignité de la République en traitant, sans mandat, avec les magistrats de Genève, l'éloignement des troupes suisses. Ses biens sont alors saisis selon les dispositions du décret du 30 mars 1792. Le château fut détruit à la suite de la Terreur. 
Le château est encore décrit en 1807 dans le Manuel du voyageur aux environs de Paris. 
Il est mentionné comme disparu dans l'ouvrage d'Alexandre de Laborde : Description des nouveaux jardins de la France, paru en 1808. Cet ouvrage précise qu'un ancien moulin avait été aménagé pour tenir lieu alors de maison de maître. 
Pierre de Montesquiou, fils d'Anne-Pierre, put reprendre possession du parc, qu'il vendit en 1817.
Dans une lettre de 1838 à la baronne de G., la marquise douairière de Fénelon, qui séjourne alors à Mauperthuis, précise que le château de la fin du XVIIIe a été détruit par la "Bande noire" et remplacé par un château moderne.

### Maquettes

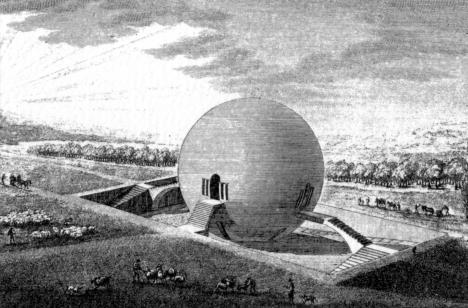
Claude-Nicolas Ledoux, projet de Maison des gardes agricoles pour le domaine de Mauperthuis.

Une maquette du château de Mauperthuis est exposée au Musée Claude Nicolas Ledoux d'Arc et Senans ,,, ainsi qu'une maquette du projet de Maison des gardes agricoles.

### Articles connexes

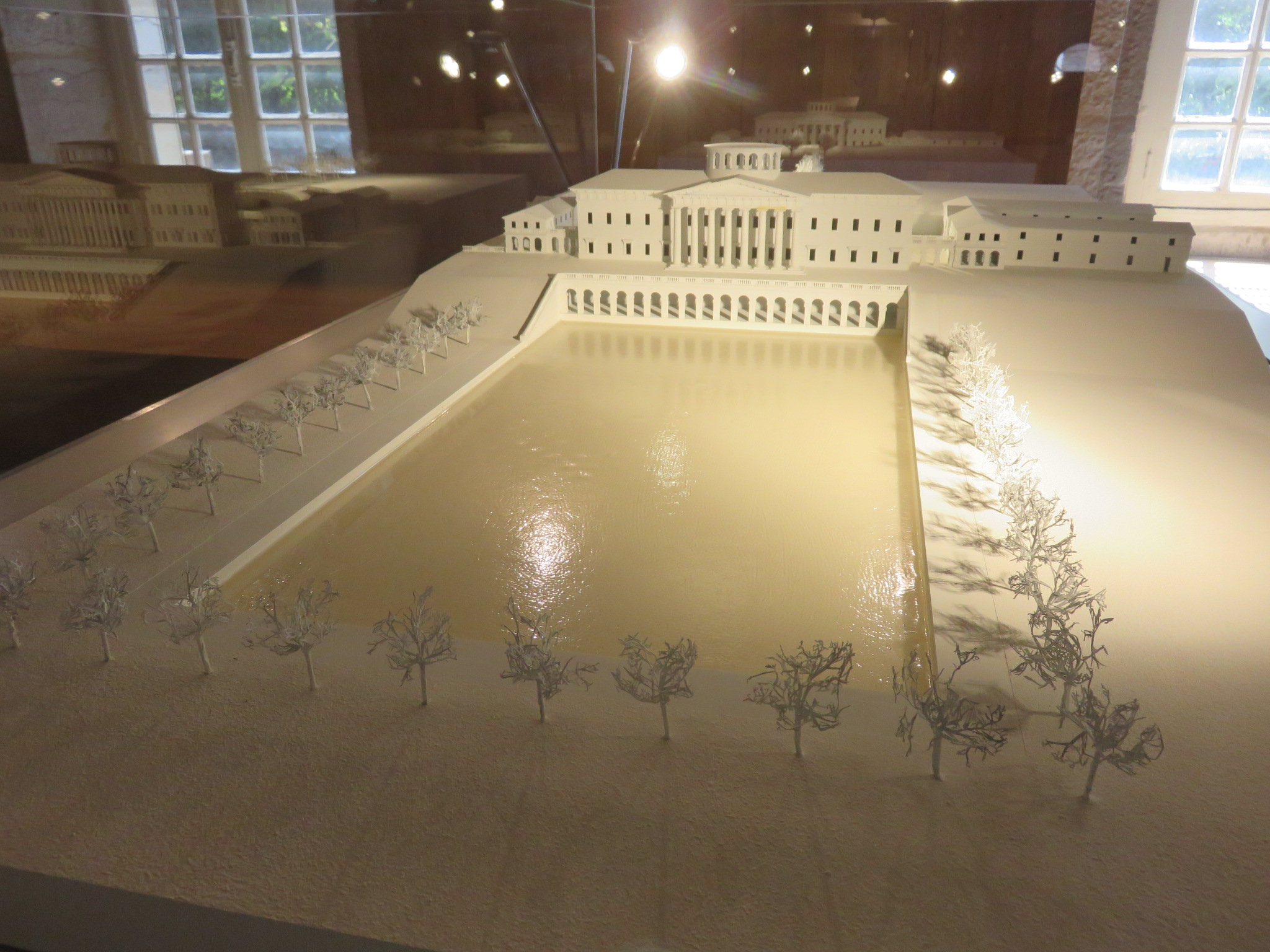
Maquette du château de Mauperthuis, au Musée Claude-Nicolas Ledoux d'Arc et Senans.